# Bobohalma, Mureș
Bobohalma (în maghiară Bábahalma, în germană Repsdorf) este un sat ce aparține municipiului Târnăveni din județul Mureș, Transilvania, România. Se află în partea de sud-vest a județului, în Podișul Târnavelor.

## Localizare
Localitatea este așezată în partea de sud-vest a județului Mureș, la nord-vest de orașul Târnăveni, căruia îi aparține din punct de vedere administrativ din anul 1968. Spre nord și nord-vest se întind dealurile Cucerzii și ale Bordului, spre vest cele ale Chinciușului. În partea de sud-est, pădurea Stejarul desparte Bobohalma de Târnăveni, iar spre sud pădurea Clonțului desparte satul de Dâmbău.
Forma de relief, specifică de altfel întregului ținut, influențează asupra florei și fertilității solului. Singura apă curgătoare, dar și aceasta cu un debit mic, este valea Bobohalmei, care, după ce adună câteva pârăie coborâtoare de pe dealurile din jur, își conduce firul subțirel, mai ales vara, în valea Cucerzii, aceasta pierzându-se în apele domoale ale Mureșului.

## Istoric
Satul Bobohalma, veche așezare pe aceste meleaguri, își are istoria sa atestată în documente emise în urmă cu peste 650 de ani. Câteva din aceste documente păstrate în Arhivele de Stat ale județului Mureș sunt și cele emise în anii 1332, 1348, 1461, 1733, 1750, 1805.
Potrivit acestor documente, satul apare cu denumirea Bobohalma, termen romanesc căruia ii corespunde denumirea maghiara Babahalma. Etimologia cuvântului este următoarea: Baba - nume de persoana (sau substantiv comun "baba" = bătrână) plus cuvântul maghiar "halma" care înseamnă "dealul babei".
Populația localității pare a fi fost mixtă, adică români în marea majoritate și câteva familii de maghiari și evrei care au locuit vremelnic în sat.
În anul 1332 este atestată parohia catolică, iar documentul din 1461 atesta prezența populației românești care plătea impozitul caracteristic romanilor "censusquinquagesimalis".
În epoca medievală, mai precis în secolele XIV-XV, și, probabil, până în anul 1848, Bobohalma a fost un sat de iobagi, fiind proprietatea familiilor de moșieri Kendi, Balodzi, Taliari.
Într-un alt document se menționează că Bobohalma aparținea districtului Ernotului (Iernut) cu oficiul poștal la Diciosanmartin (Târnăveni), avea biserică de lemn (1877) și casă parohială de lemn din 1899. Exista școala comună pentru catolici și ortodocși.
Pe timpul conscripției episcopului Klein, parohia era curat greco-catolică și număra 320 de suflete.
Fosta biserică greco-catolică, cu hramul „Sfinții Arhangheli", atestată în anul 1733, a fost reconstruită în 1877, când a fost pictată de pictorul Dionisiu Iuga, de la mănăstirea Necula.

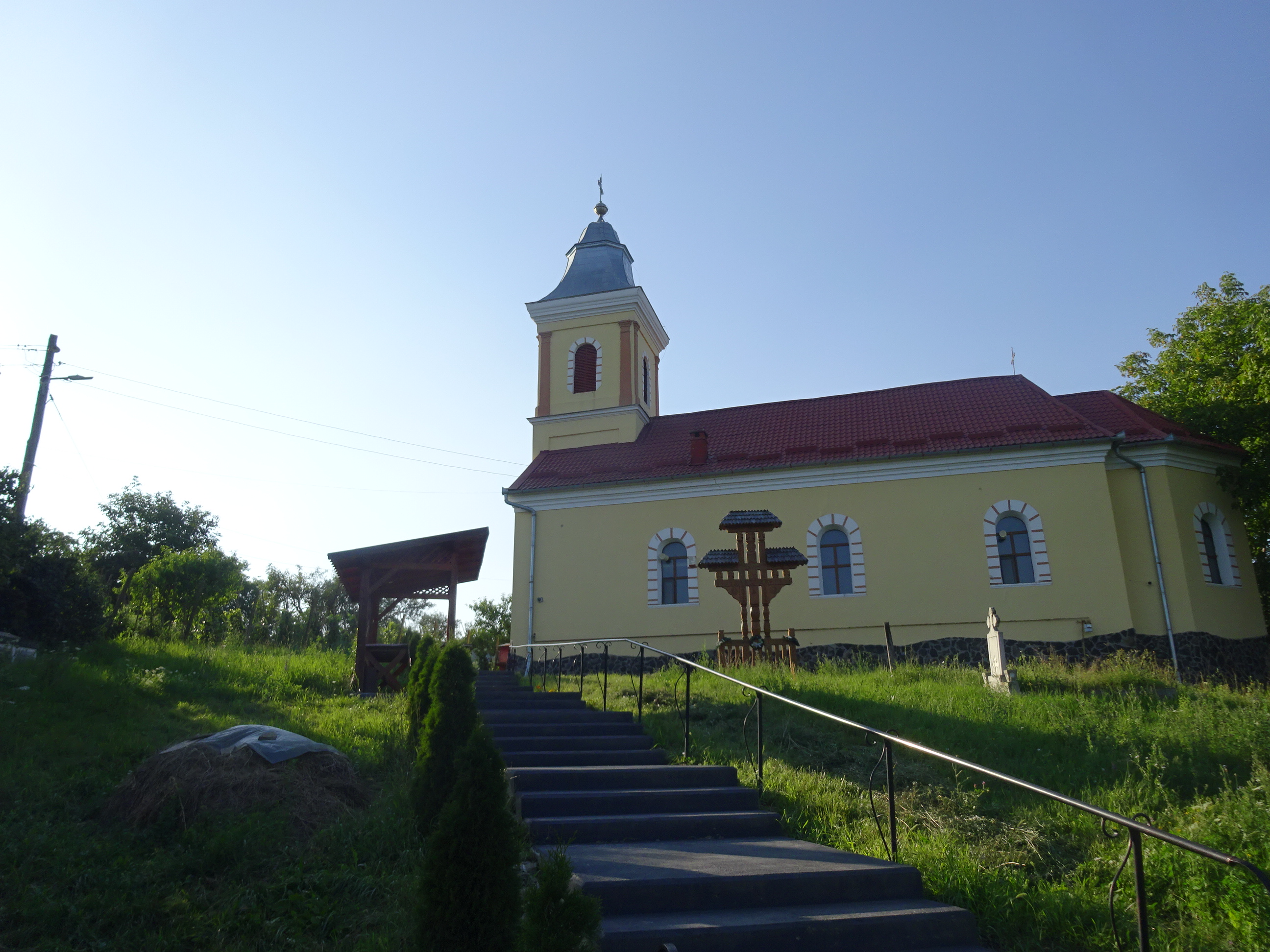
Biserica ortodoxă cu hramul „Sfânta Treime", dată în folosință în 1894

În anul 1884, meșterul Webern, din Mediaș, a construit, alături de biserica de lemn, o biserică nouă de cărămidă, biserica ortodoxă cu hramul „Sfânta Treime", dată în folosință în 1894.
Era un sat de păstori și de lucrători ai pământului, cu terenuri puțin fertile. Locuitorii erau săraci și își agoniseau cele necesare traiului, mai ales din păstorit, slujind la bogătașii din satele vecine și chiar până departe pe Mureș în Lechinta, iar pe Târnava Mică până în ținuturile Praidului. Cei rămași acasă lucrau pe moșiile grofilor, iar mai târziu pe cele ale boierului Pop Emil. Trăiau în case mici, acoperite cu stuf sau paie, construite din schelet de lemn și bulgărite cu pământ amestecat cu pleavă.
Dar vremurile grele au trecut, cedând locul altor vremuri noi care au deschis porțile spre civilizație și bobohălmenilor. De la an la an, satul și-a schimbat înfățișarea. În locul caselor scunde, întunecoase, neîncăpătoare, au apărut construcții noi pe ulițele care coboară de pe dealuri spre drumul principal.
Orașul cel mai apropiat de sat, Târnăveni, a devenit un punct de atracție culturală, economică și administrativă și pentru locuitorii Bobohalmei, ceea ce a influențat benefic modul de viață al sătenilor. Din anul 1968 satul a devenit suburbie a orașului Târnăveni. Dezvoltarea industriei în oraș, caracterizată prin preponderenta locurilor de muncă pentru bărbați, a făcut ca forța de muncă necesară să se completeze cu o mare parte a bărbaților din Bobohalma, care au constituit elementul de bază în unele secții cheie ale Combinatului Chimic. Ca urmare, s-a impus asigurarea mijloacelor de transport în comun pentru muncitorii navetiști, ceea ce a atras amenajarea și pietruirea drumului principal pe o lungime de 3 km. Din 1969, în sat intră, de mai multe ori pe zi, autobuze de călători, care fac legătura permanentă nu numai cu orașul-centru, dar și cu alte localități mai apropiate sau mai îndepărtate.
Zestrea edilitar-gospodărească a satului s-a îmbogățit în perioada postbelică, începând cu deceniul al VII-lea din secolul trecut. În anul 1961, a fost dată în folosință școala nouă, vechiul local fiind transformat în dispensar uman, care funcționează și în prezent. A urmat apoi magazinul universal din centrul satului, care din 1967 funcționează neîntrerupt. De anii 1968, 1969 se leagă alte două mari realizări cu valente pozitive asupra modului de a trăi, de a munci, de a gândi: introducerea gazului metan și electrificarea satului. Nici nu se putea altfel, căci lămpile cu petrol nu mai făceau față cerințelor, nu se mai potriveau cu noile locuințe, erau depășite de timp. Au apărut mijloacele audio-vizuale, articolele electrocasnice, toate contribuind la îmbunătățirea și înfrumusețarea vieții sătenilor. S-a dezvoltat și o viață culturală intensă, ale cărei cerințe nu le mai putea satisface vechea clădire a căminului cultural. Și iarăși Bobohalmenii s-au mobilizat, s-au întrecut pe ei înșiși și au ridicat un nou și modern așezământ cultural, dat în folosință în anul 1983.
Cu toate că procesul de modernizare și-a pus pecetea pe viața materială și spirituală a satului, deși noul pulsează în toate domeniile, totuși ocupația de bază a rămas agricultura, străveche îndeletnicire a poporului nostru, precum și creșterea animalelor, în special a oilor și vitelor.
Școala, ca factor de cultură și civilizație, asigura instruirea și pregătirea tinerei generații prin strădania cadrelor didactice: educatoare, învățătoare și profesori. Începând cu anul școlar 1974-1975, în Bobohalma s-a introdus învățământul liceal, tinerii absolvind 10 clase - treapta I de liceu, până în 1989. Satul a dat societății ingineri, medici, cadre didactice, tehnicieni și maeștri și foarte mulți muncitori calificați. Stabilirea tinerilor în centrele urbane a dus la scăderea numărului de elevi la școala din sat.

## Legendă
Ca toate satele, Bobohalma își are legenda ei care spune că, încă din vremea dacilor, pe când erau atacați de romani, o parte a locuitorilor din inima Munților Apuseni s-ar fi retras pe meleagurile acestea, așezându-se în pădurea Clonțului. Cu timpul, cei retrași din calea atacatorilor străini s-au statornicit aici, în valea îngustă străjuită de două dealuri domoale. Primele case au apărut în jurul unui izvor, ce zvâcnea de sub un dâmb pietros. Izvorul s-a numit „Fântâna hârciogului", fiindcă ieșea ca dintr-o galerie de hârciog. De sute de ani, acest izvor potolește setea trecătorilor care bat drumul peste deal, dinspre Târnăveni spre satele vecine, Chinciuș, Bord, Deag, Sălcud și Petrilaca.
Legenda spune că pe dâmbul din dosul izvorului trăia cea mai bătrână femeie dintre cei veniți aici și ca ei, sătenii, i-ar fi zis locului „Dealul babei", aceasta fiind o combinație între „babă” (n.r. femeie bătrână) și cuvântul maghiar „halma” (n.r. deal) care corespunde cu Bobohalma. 

## Populație
Referitor la populația satului, documentul precizează că localitatea avea 1.261 de locuitori, din care 1.189 români, ceilalți unguri și evrei. Documentul se pare că a fost întocmit în favoarea regimului existent, deoarece, asa după cum reiese din mărturiile celor mai vârstnici locuitori ai satului, populația o formau numai românii cu excepția a 2-3 familii de evrei, stabiliți aici ca negustori. Etnic, populația satului este majoritar formată din români.
După 1989 a început exodul tinerilor în afara granițelor țării, în special în Italia.
În august 2003 a avut loc dezvelirea și sfințirea Monumentului Eroilor a plăcii comemorative cu atestarea documentară a localității și a avut loc prima ediție a sărbătorii fii satului.
La fel ca multe alte sate din România postdecembrista și Bobohalma este acum un sat îmbătrânit cu multe case nelocuite cu doar câțiva copii la școală și oarecum plin de viață doar în luna august când marea majoritate a celor plecați în străinătate se întorc în concediu.
Conform Recensământului din 2022 în localitatea Bobohalma erau 871 locuitori. 

## Imagini

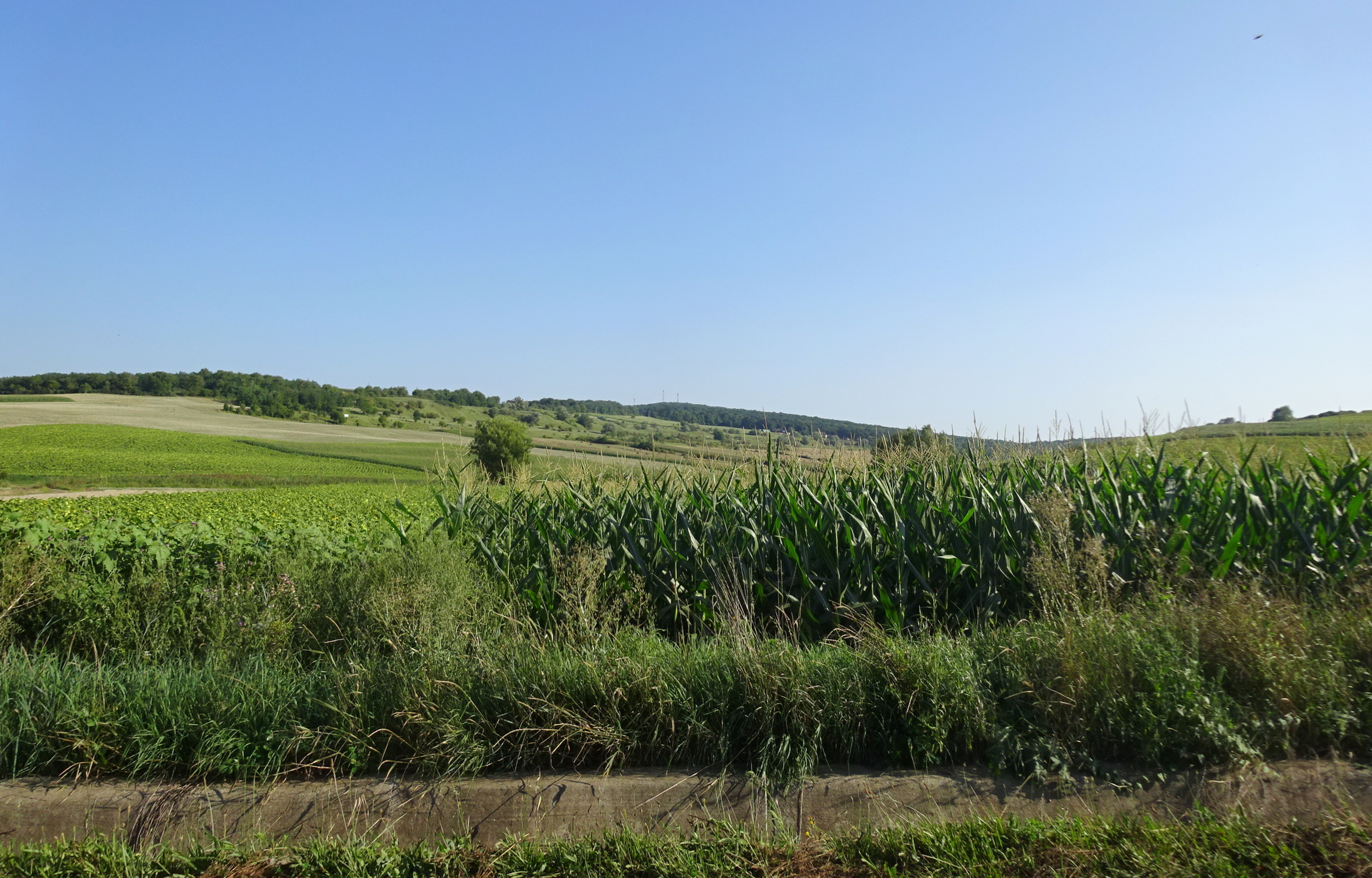
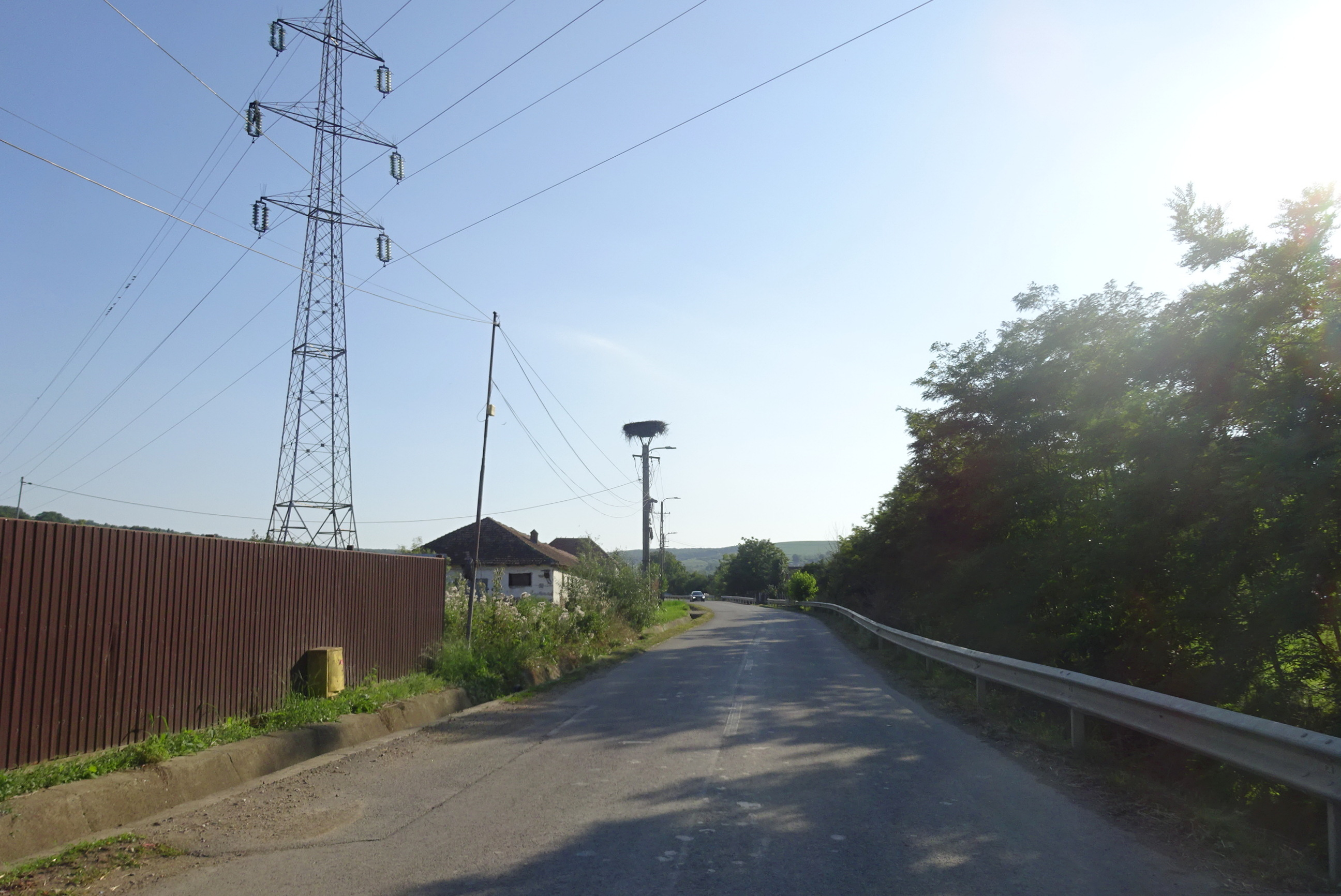
Drumul spre satul Bobohalma
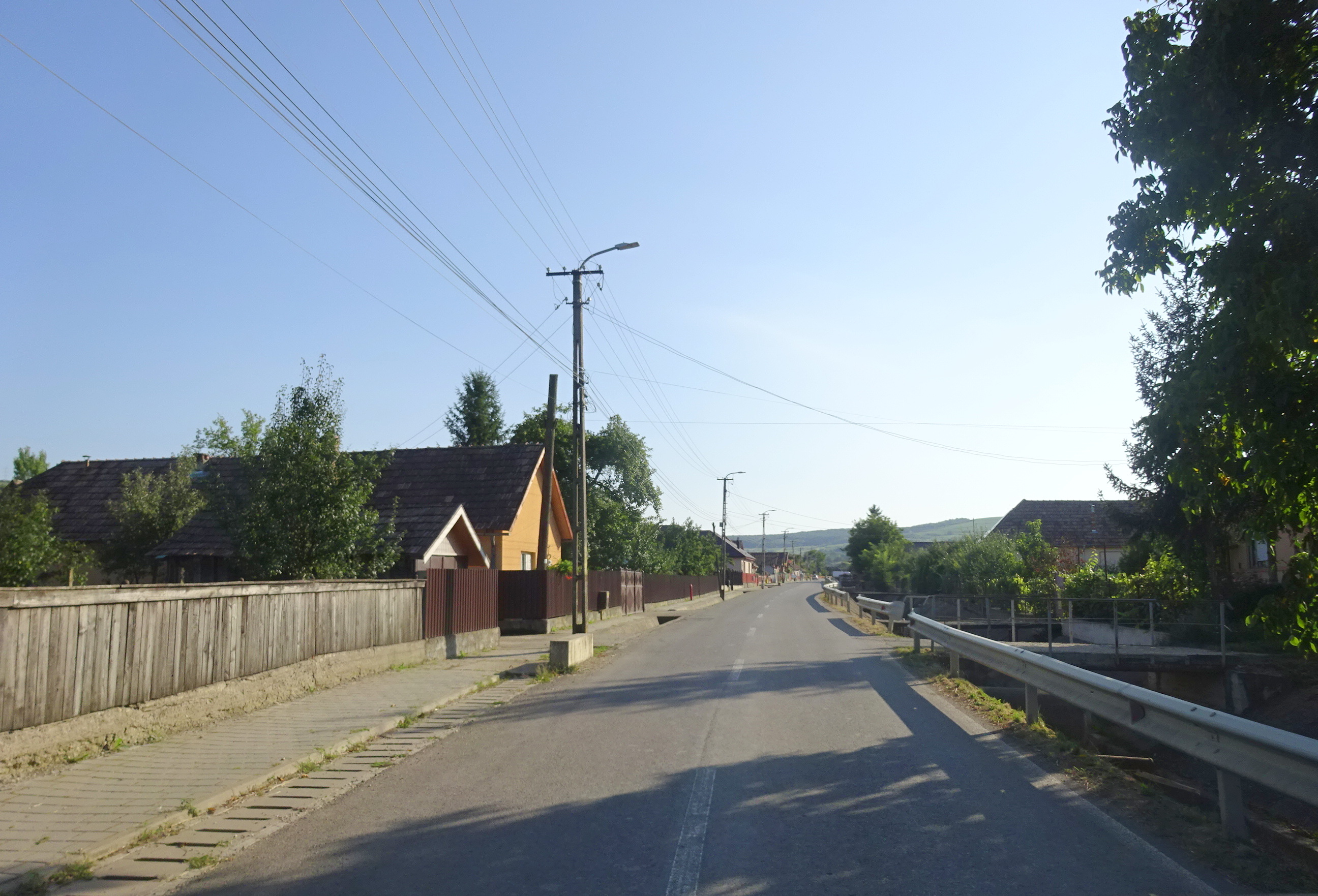
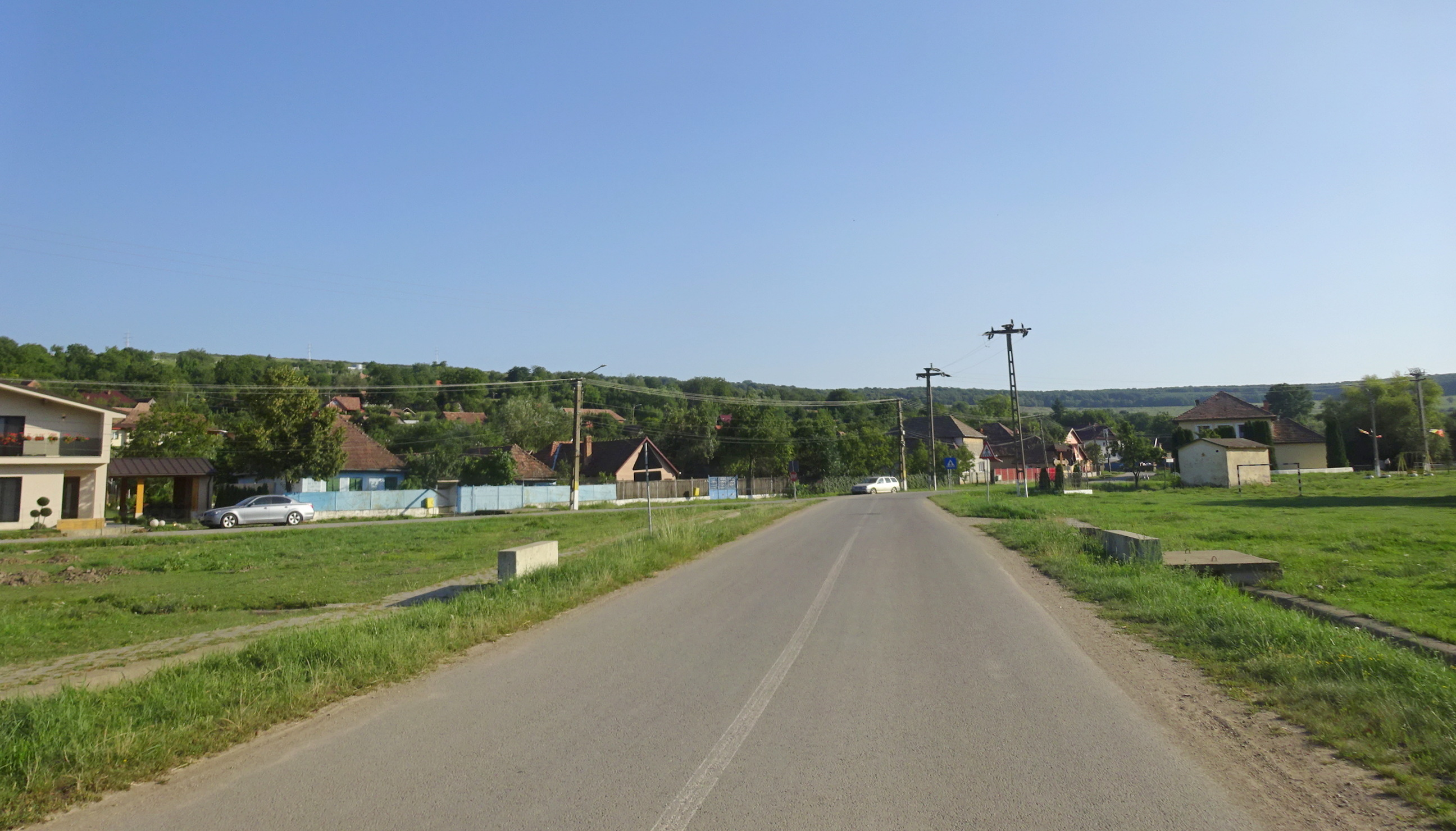
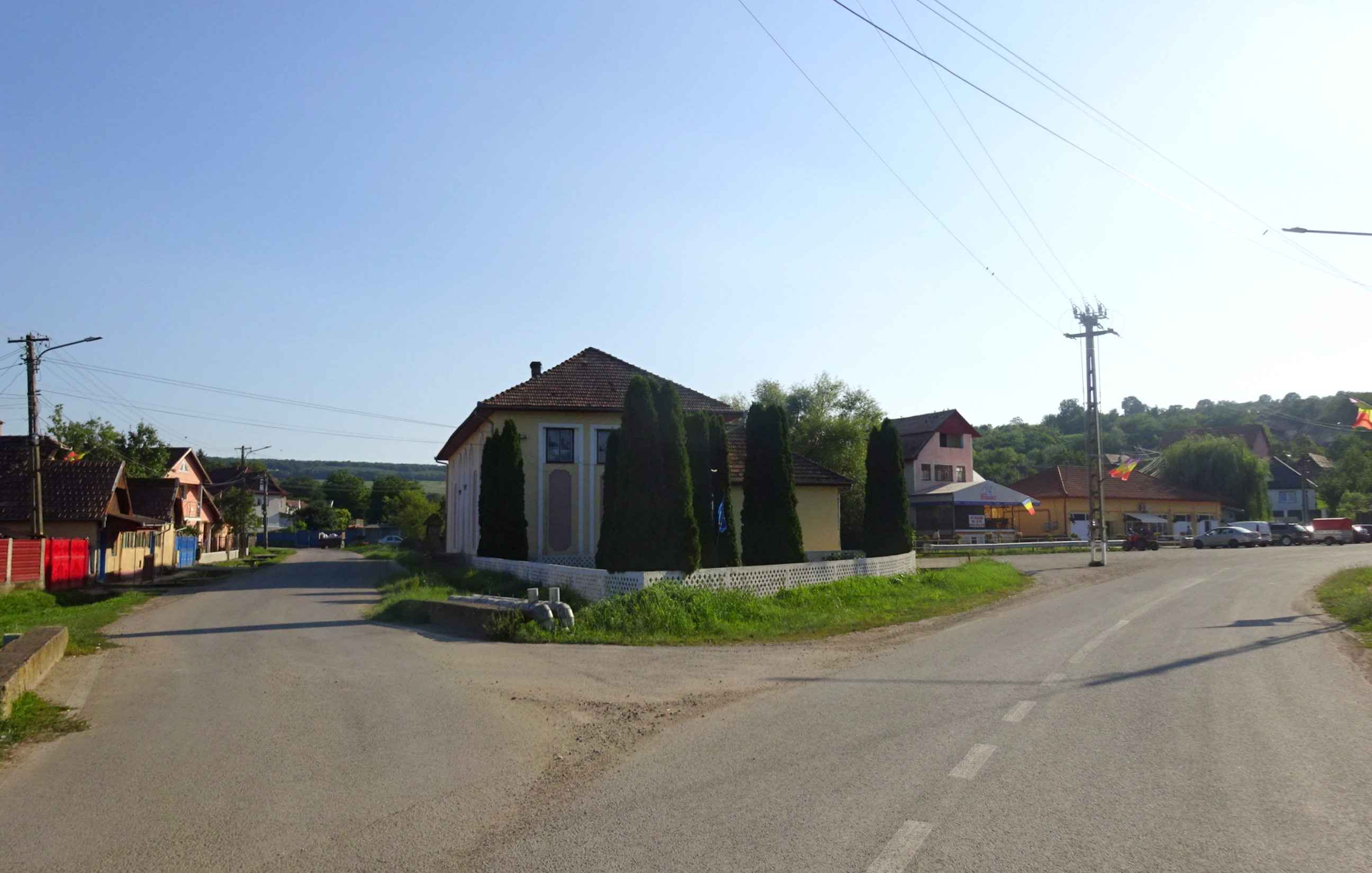
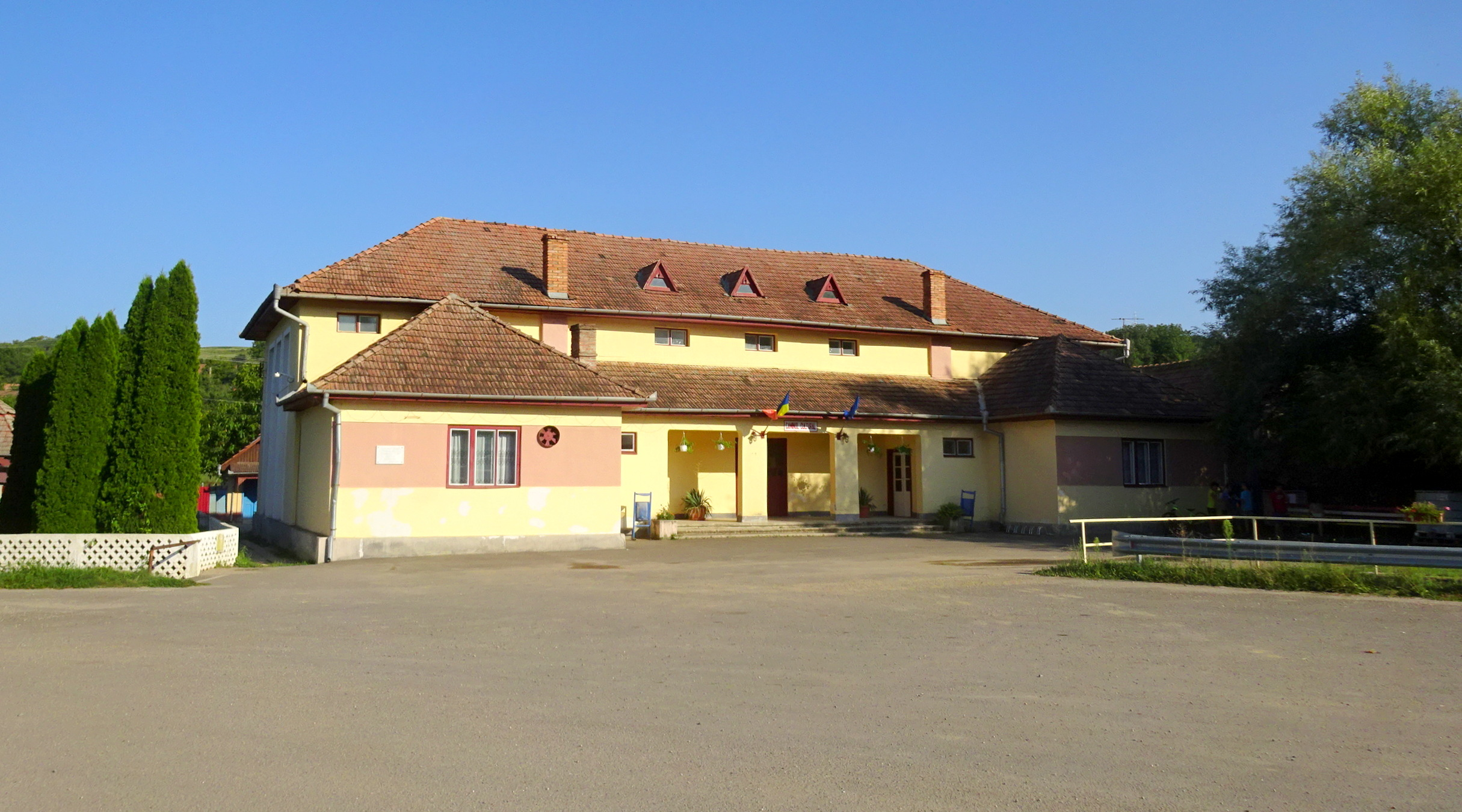
Căminul cultural
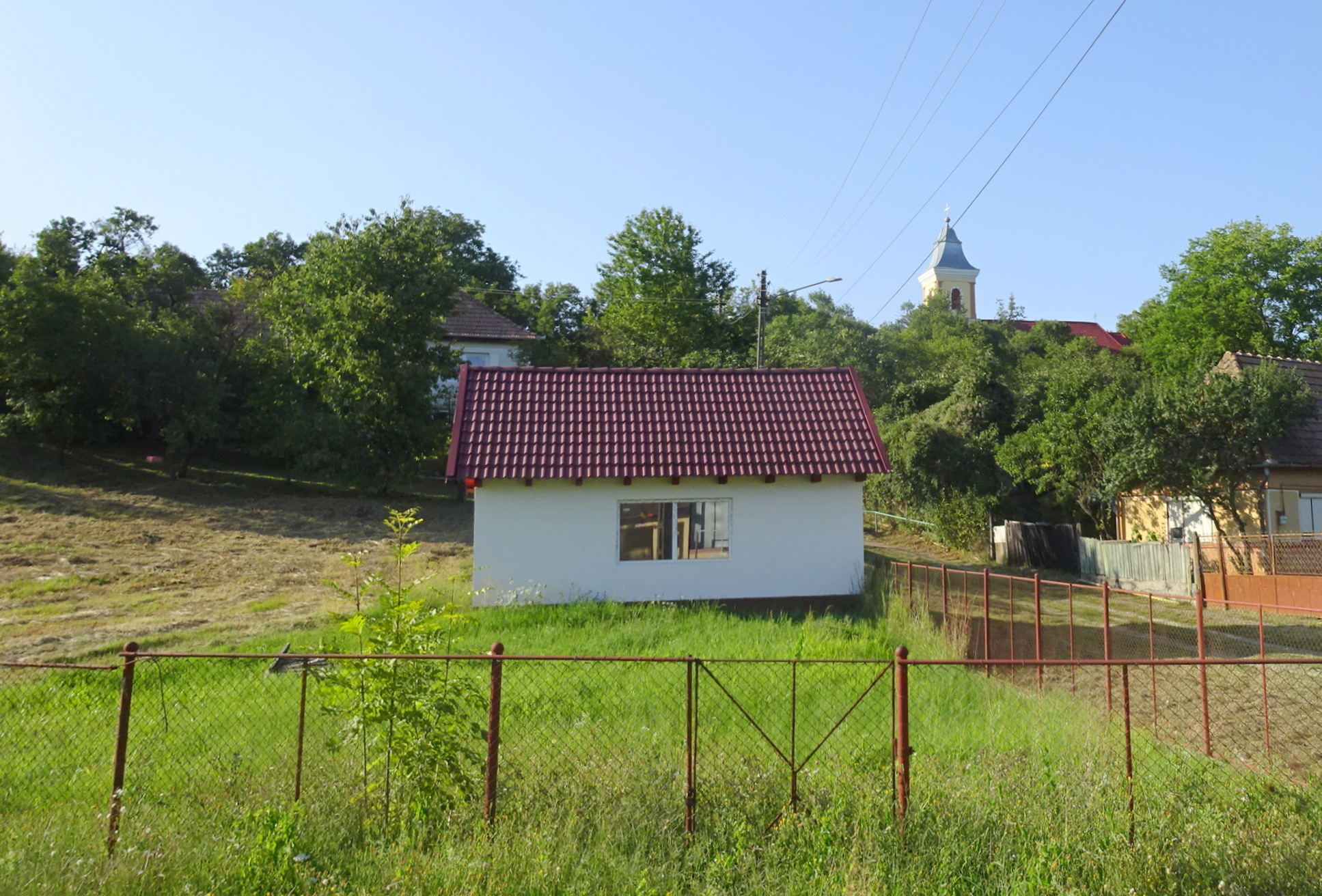
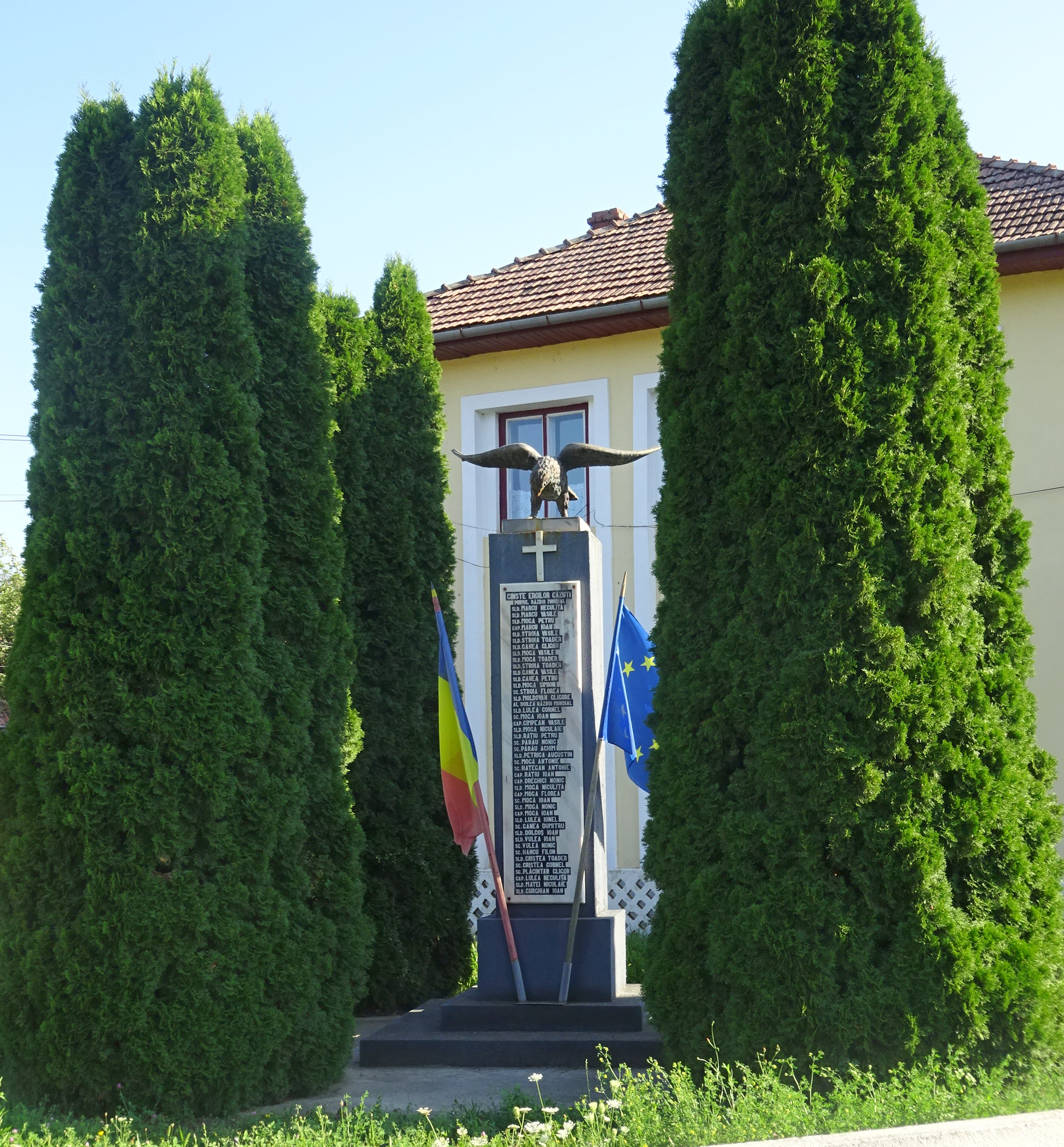
Monumentul eroilor
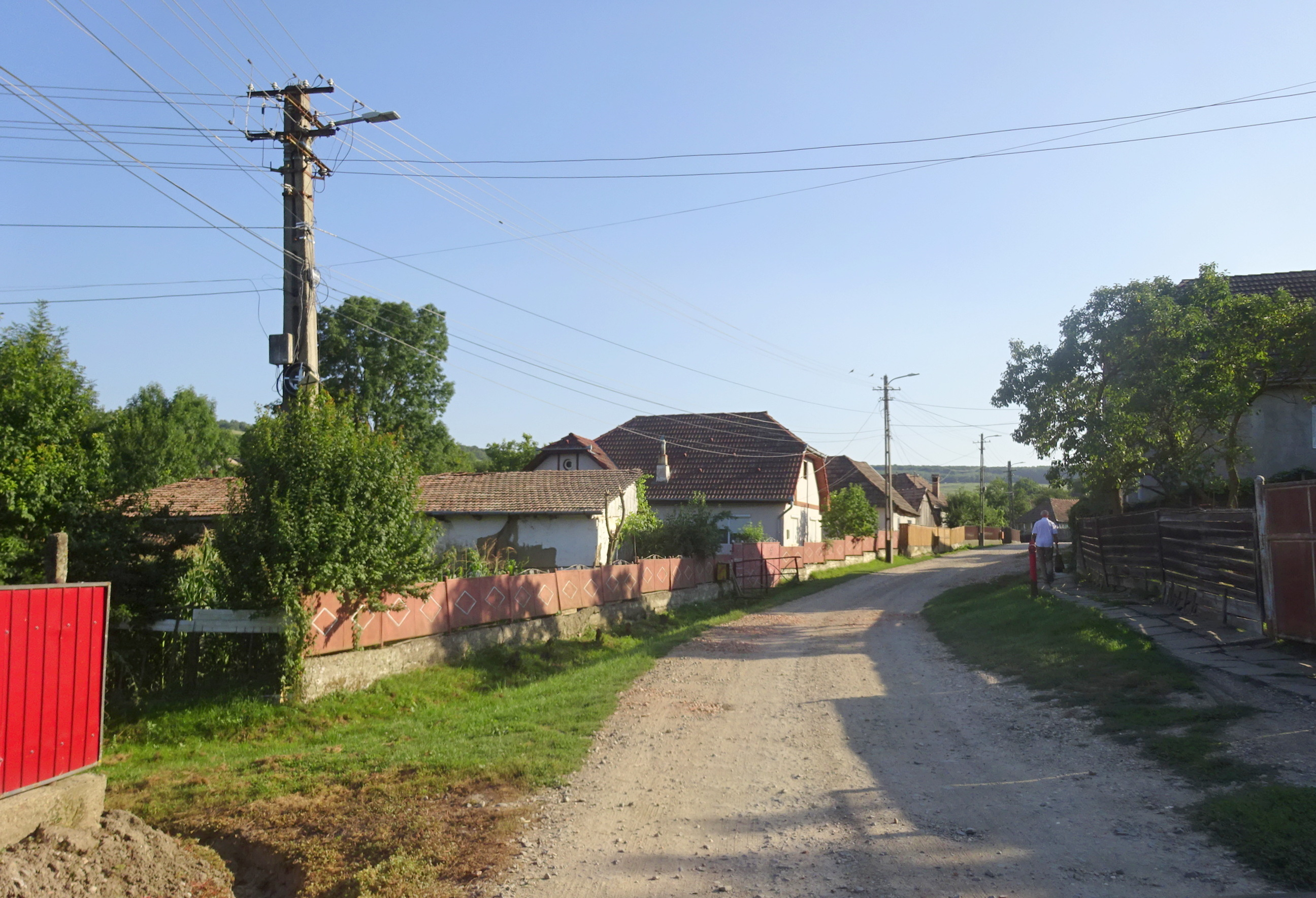
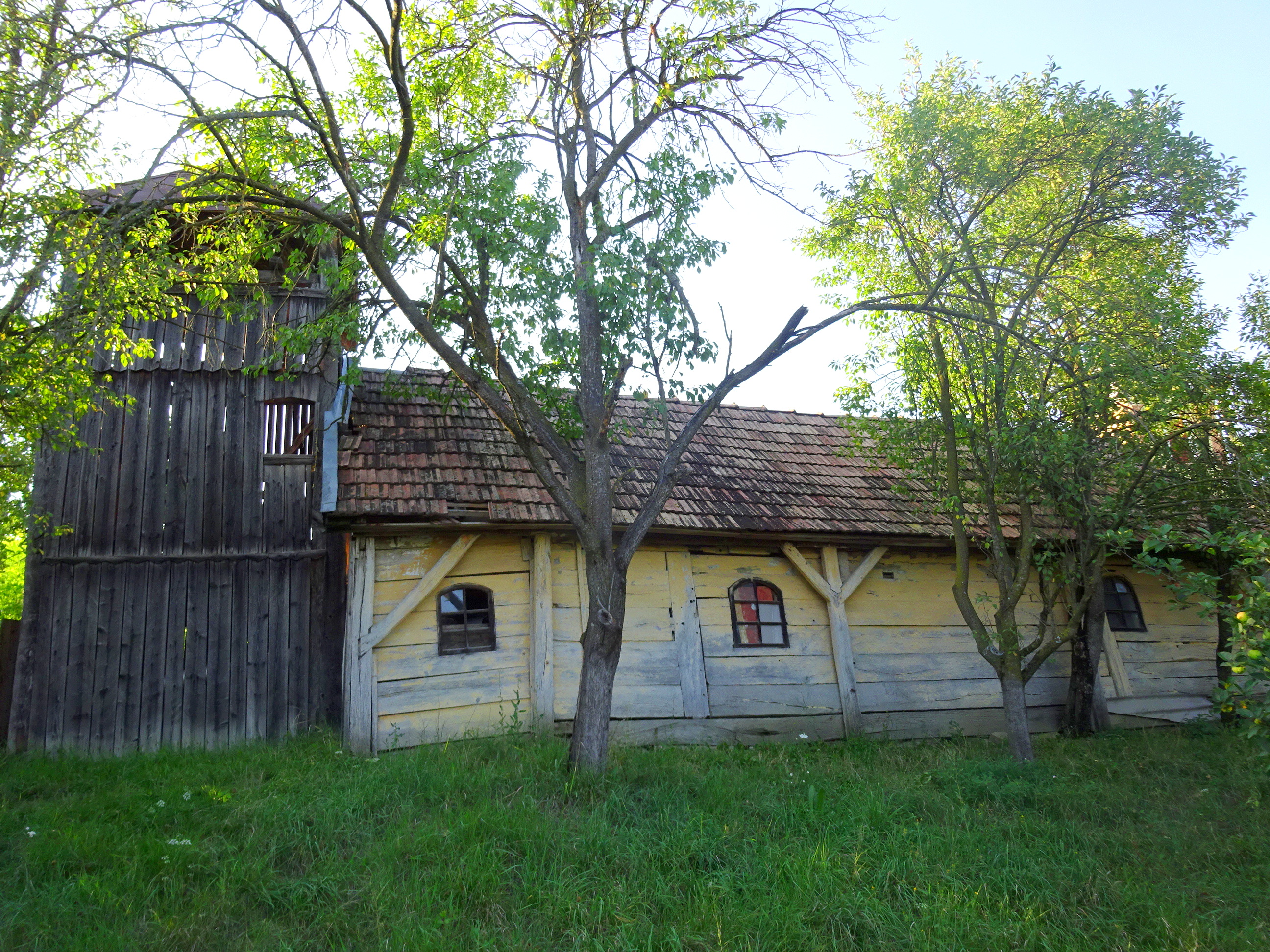
Biserica de lemn din Bobohalma (monument istoric)
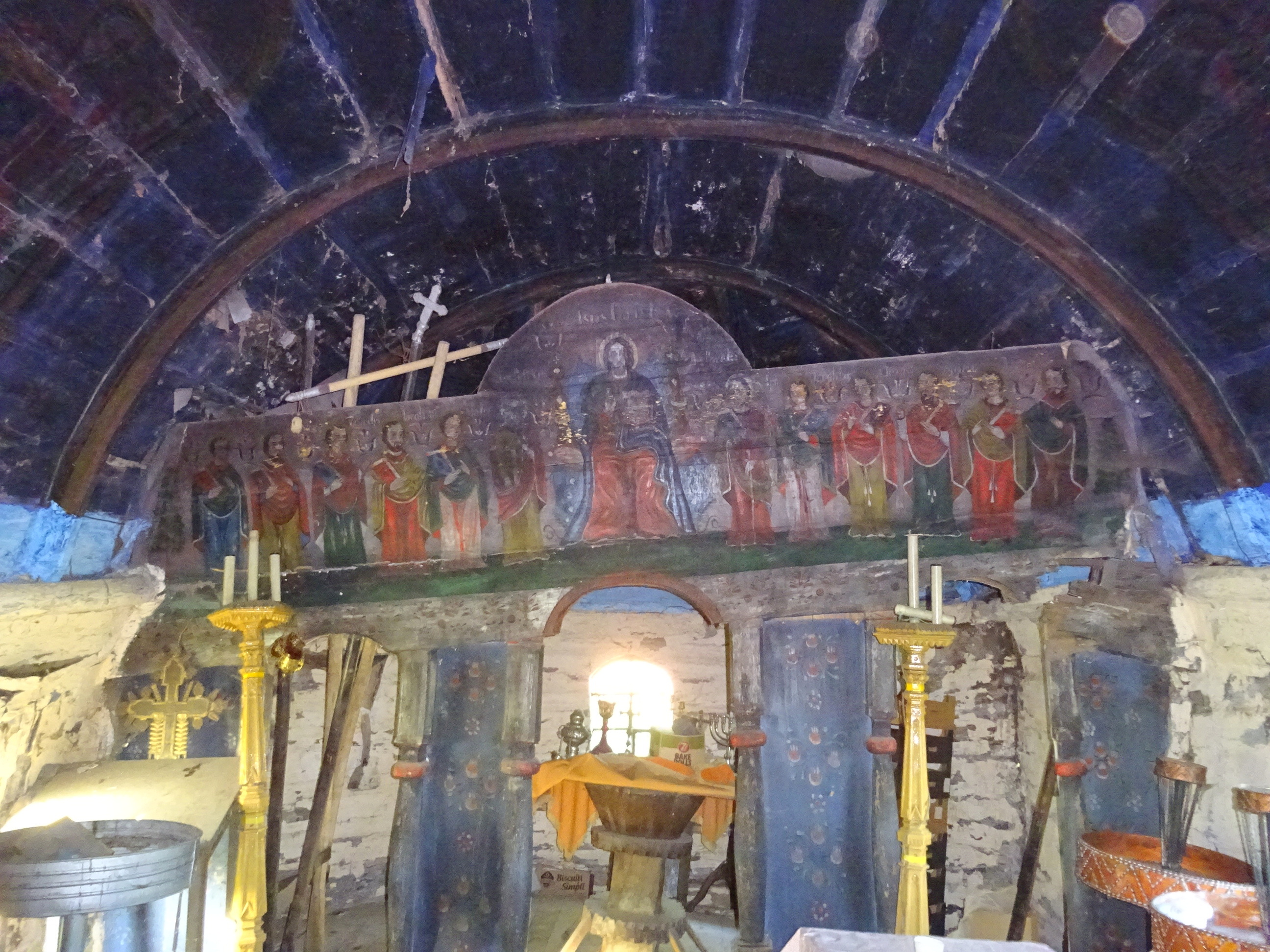
Biserica de lemn din Bobohalma (monument istoric)
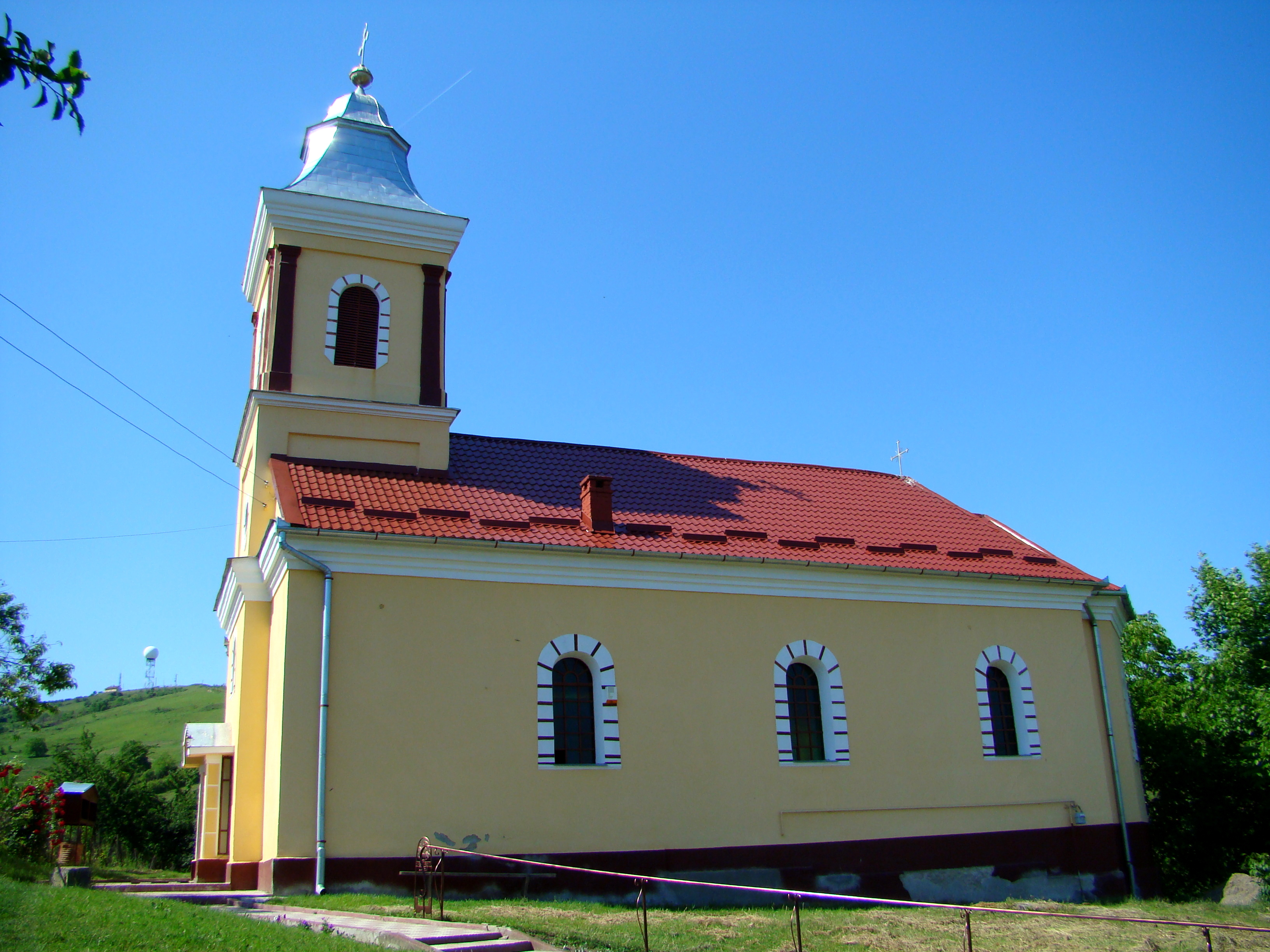
Biserica ortodoxă Sfânta Treime (1894)
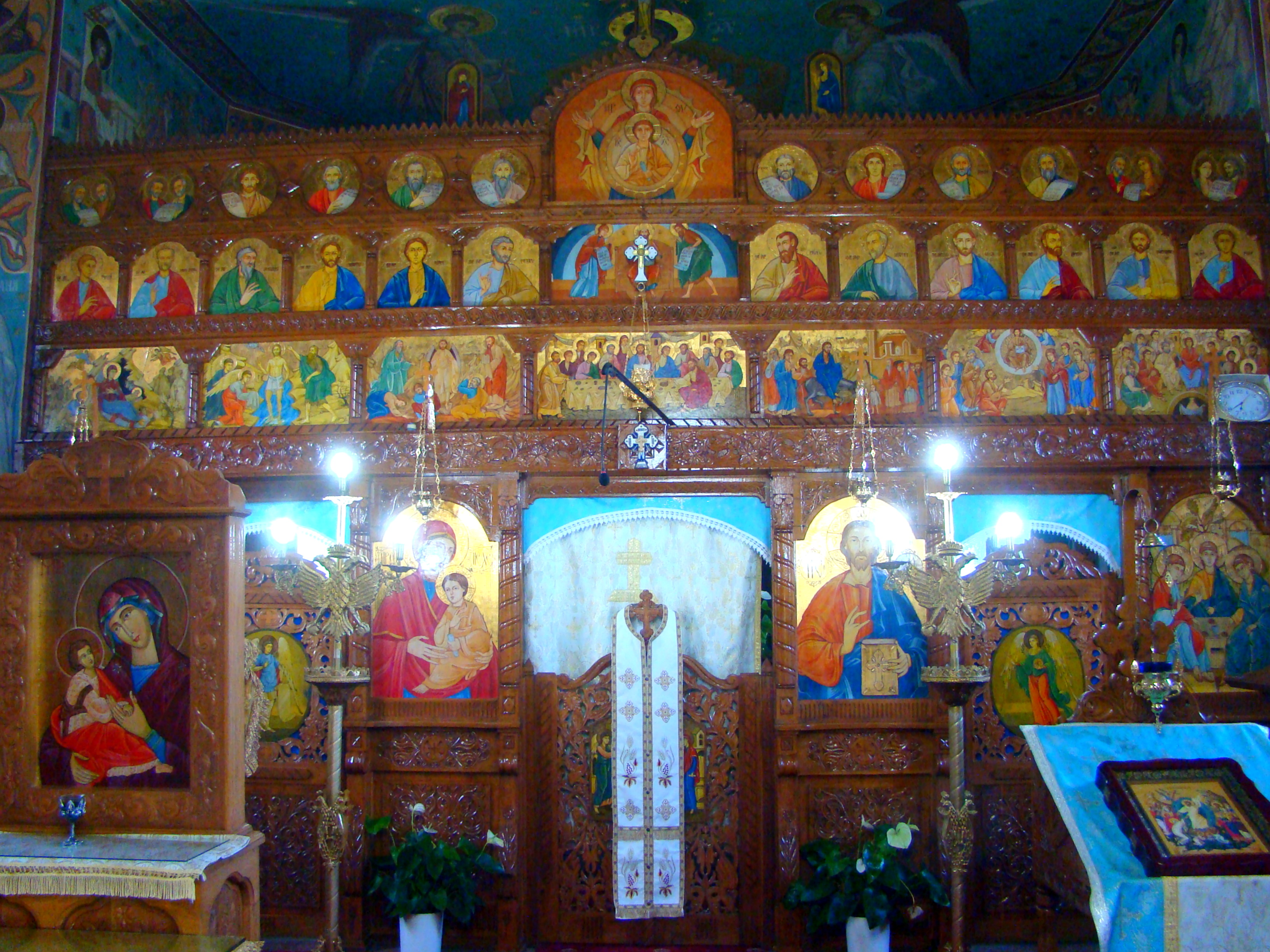
Biserica ortodoxă Sfânta Treime (1894)
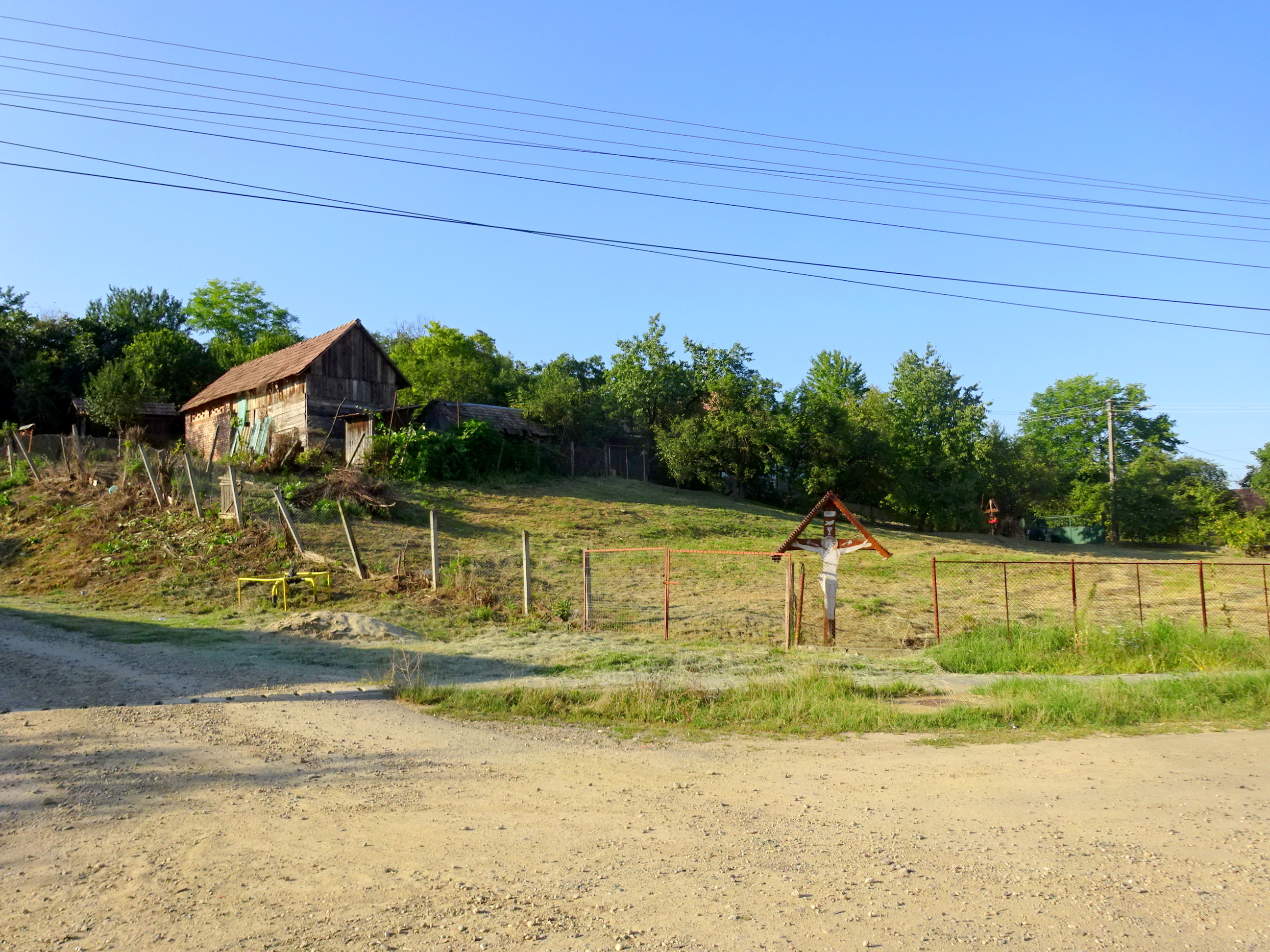
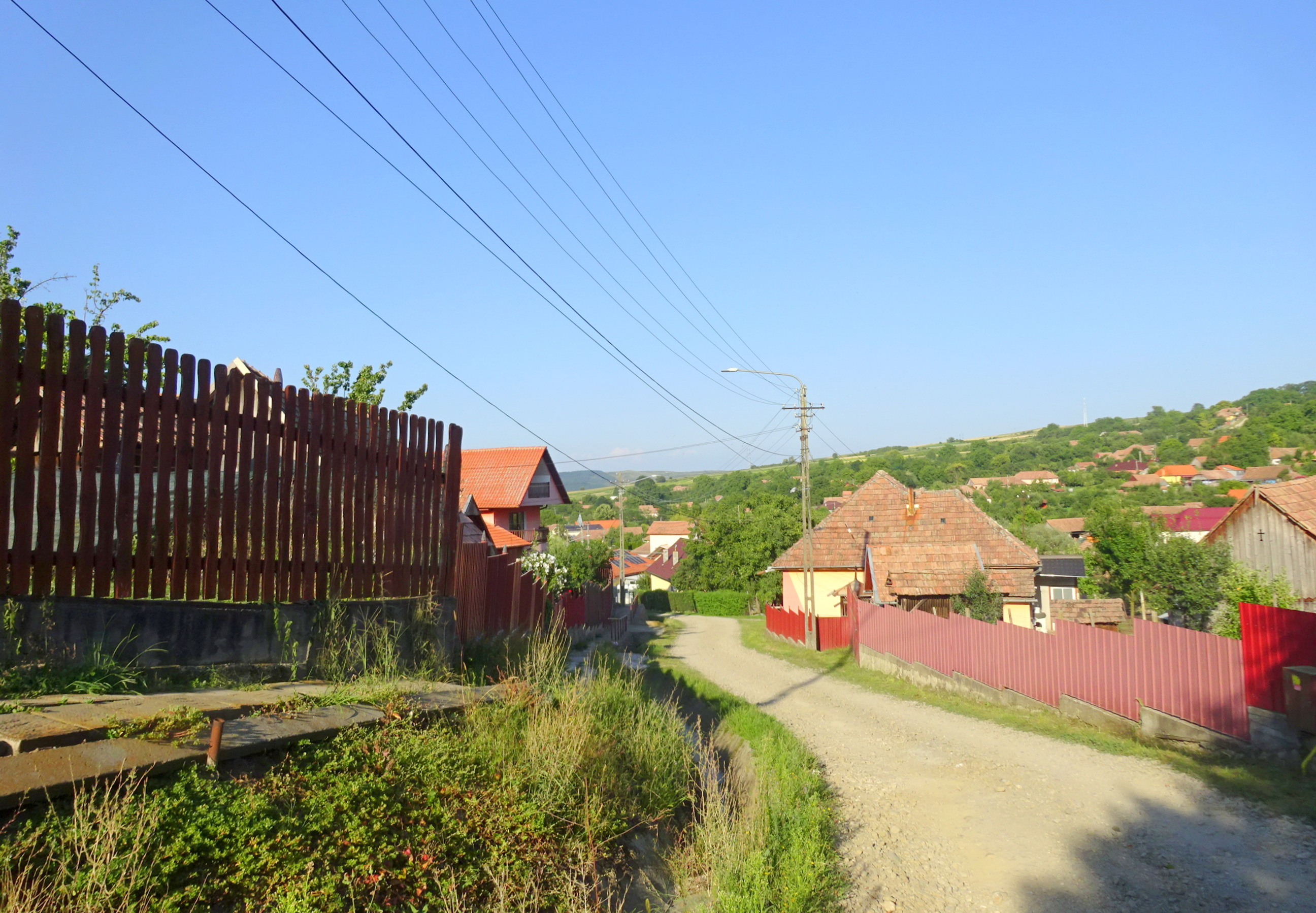
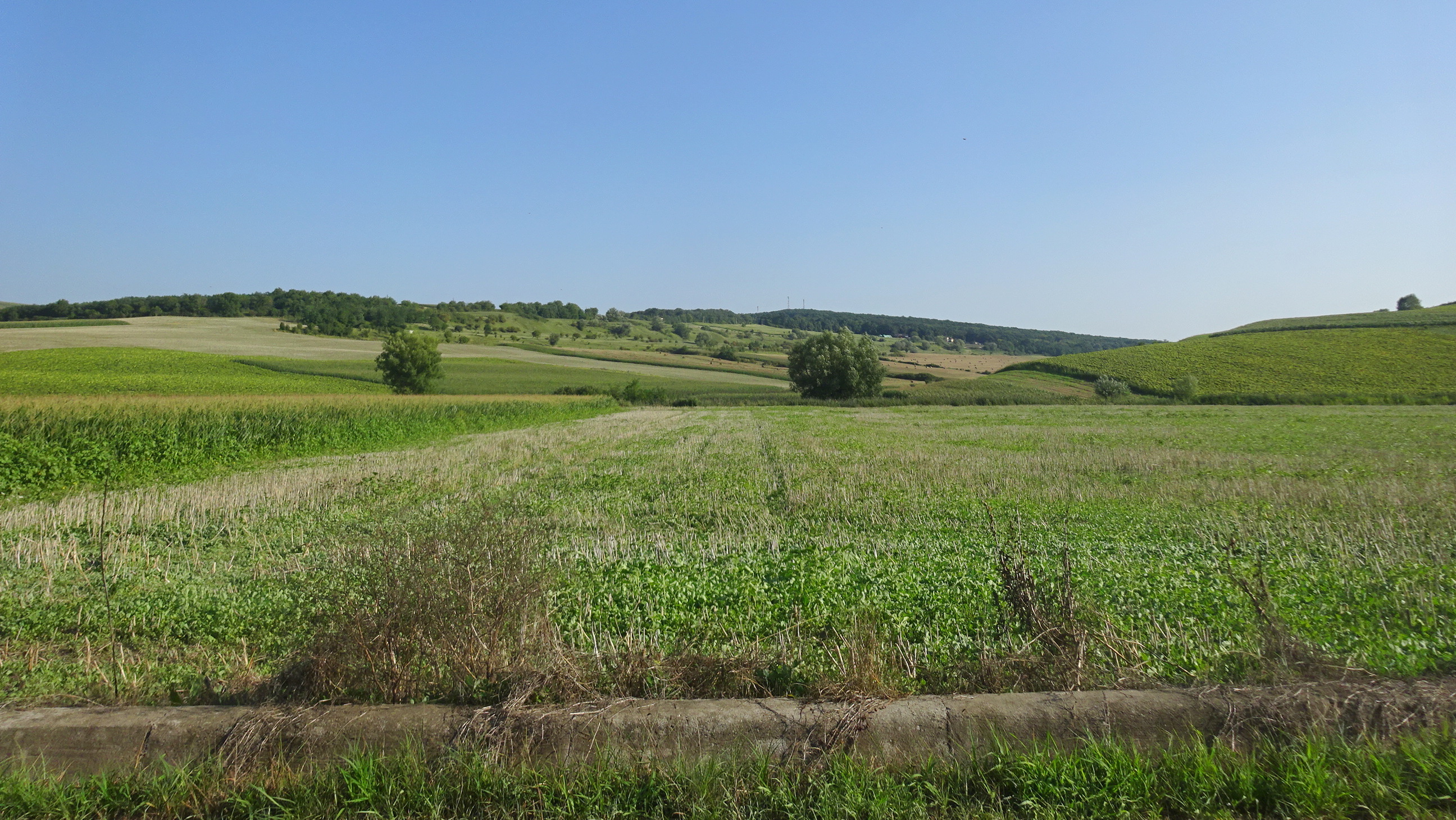